# Liga dos Campeões da Europa de Voleibol Feminino de 2021-22
A Liga dos Campeões da Europa de Voleibol Feminino de 2021-22 foi a sexagésima segunda edição da principal competição de clubes de voleibol feminino da Europa, organizada pela CEV iniciada com as qualificatórias, esta realizada no período de 21 de setembro a 4 de novembro de 2021 com 10 participantes e o torneio principal previsto de 23 de novembro de 2020 a 22 de maio de 2021 com 18 equipes disputando o título, totalizando 28 clubes participantes, qualificando o time campeão para a edição do Campeonato Mundial de Clubes de Voleibol Feminino de 2022. 
O VakıfBank SK Istambul conquistou o título do campeonato (5° título), ao vencer na final o Imoco Volley Conegliano por 3 a 1 (25-22, 25-21, 23-25, 25-21). A ponteira brasileira Gabi Guimarães foi eleita a melhor jogadora da fase final do torneio.

## Formato de disputa
As equipes foram distribuídas proporcionalmente em cinco grupos onde todos os times (com dois jogos em mando de quadra e dois jogos como visitante). Os cinco times que encerraram esta fase em primeiro de seus grupos qualificaram-se para os playoffs e mais os três melhores segundo colocados nesta etapa.
A classificação foi determinada pelo número de partidas ganhas. Em caso de empate no número de partidas ganhas por duas ou mais equipes, sua classificação foi baseada nos seguintes critérios:
- resultado de pontos (placar de 3-0 ou 3-1 garantiu três pontos para a equipe vencedora e nenhum para a equipe derrotada; já o placar de 3-2 garantiu dois pontos para a equipe vencedora e um para a perdedora);
- quociente de set (o número total de sets ganhos dividido pelo número total de sets perdidos);
- quociente de pontos (o número total de pontos marcados dividido pelo número total de pontos perdidos);
- resultados de confrontos diretos entre as equipes em questão.

A fase de Playoffs reuniu as oito melhores equipes da fase anterior, sendo as primeiras colocadas de cada grupo e três melhores segunda colocadas, e disputaram a fase de quartas de final, com jogos de idade e volta, obedecendo os critérios de pontuação (resultado de pontos), no caso de empate, disputaram o "Golden Set". A fase semifinal reuniu as quatro equipes classificadas com jogos de ida e volta, com Golden set, as duas melhores equipes desta fase disputaram a final, sendo disputada em jogo único.

## Equipes participantes
Um total de 20 equipes participaram no torneio principal, com 18 clubes oriundos das vagas diretas destinada aos melhores ranqueados conforme ranking das Copas Europeias, as 2 equipes restantes foram oriundas da fase qualificatória. As seguintes equipes foram qualificadas para a disputa do torneio principal da Liga dos Campeões da Europa de 2021-22:
| Equipe                  | País      | Qualificação    |
| ----------------------- | --------- | --------------- |
| VakıfBank SK Istambul   | Turquia   | Vaga direta     |
| Fenerbahçe SK Istambul  | Turquia   | Vaga direta     |
| THY Istambul            | Turquia   | Vaga direta     |
| Imoco Volley Conegliano | Itália    | Vaga direta     |
| Vero Volley Monza       | Itália    | Vaga direta     |
| Igor Gorgonzola Novara  | Itália    | Vaga direta     |
| Dinamo Kazan            | Rússia    | Vaga direta     |
| Lokomotiv Kaliningrado  | Rússia    | Vaga direta     |
| Dinamo Moscou           | Rússia    | Vaga direta     |
| Chemik Police           | Polónia   | Vaga direta     |
| Developres Rzeszów      | Polónia   | Vaga direta     |
| ASPTT Mulhouse          | França    | Vaga direta     |
| Béziers Volley          | França    | Vaga direta     |
| Dresdner SC             | Alemanha  | Vaga direta     |
| Dukla Liberec           | Chéquia   | Vaga direta     |
| Maritza Plovdiv         | Bulgária  | Vaga direta     |
| LP Salo                 | Finlândia | Vaga direta     |
| SC Prometey             | Ucrânia   | Qualificatórias |
| Fatum-Nyíregyháza       | Hungria   | Vaga direta     |
| ŽOK Ub                  | Sérvia    | Qualificatórias |

## Sorteio dos grupos
O sorteio foi realizado em 24 de setembro de 2021 em Ljubljana.

## Fase de grupos
|  | Classificado para as quartas de final                           |
|  | As três melhores segundas colocadas avançam as quartas de final |

- Todas partidas em horário local.

### Grupo A
Classificação
|     |                        |     | Jogos | Jogos | Jogos | Resultados | Resultados | Resultados | Resultados | Resultados | Resultados | Sets | Sets | Sets  | Pontos | Pontos | Pontos |
| Pos | Equipe                 | Pts | T     | V     | D     | 3–0        | 3–1        | 3–2        | 2–3        | 1–3        | 0–3        | V    | P    | R     | V      | P      | R      |
| --- | ---------------------- | --- | ----- | ----- | ----- | ---------- | ---------- | ---------- | ---------- | ---------- | ---------- | ---- | ---- | ----- | ------ | ------ | ------ |
| 1   | Developres Rzeszów     | 13  | 6     | 5     | 1     | 2          | 1          | 2          | 0          | 0          | 1          | 15   | 8    | 1.875 | 521    | 467    | 1.116  |
| 2   | Lokomotiv Kaliningrado | 13  | 6     | 4     | 2     | 3          | 1          | 0          | 1          | 1          | 0          | 15   | 7    | 2.143 | 515    | 472    | 1.091  |
| 3   | Dresdner SC            | 9   | 6     | 3     | 3     | 0          | 2          | 1          | 1          | 0          | 2          | 11   | 13   | 0.846 | 500    | 532    | 0.940  |
| 4   | SC Prometey            | 1   | 6     | 0     | 6     | 0          | 0          | 0          | 1          | 3          | 2          | 5    | 18   | 0.278 | 476    | 541    | 0.880  |

| Data   | Hora  |                       | Placar |                       | Set 1 | Set 2 | Set 3 | Set 4 | Set 5 | Total   | Relatório |
| ------ | ----- | --------------------- | ------ | --------------------- | ----- | ----- | ----- | ----- | ----- | ------- | --------- |
| 23 Nov | 19:00 | Lokomotiv Kaliningrad | 3–0    | SC Prometey           | 25–21 | 25–19 | 25–23 |       |       | 75–63   | Relatório |
| 23 Nov | 18:00 | Developres Rzeszów    | 3–2    | Dresdner SC           | 25–10 | 19–25 | 25–15 | 22–25 | 15–9  | 106–84  | Relatório |
| 08 Dez | 19:00 | Dresdner SC           | 0–3    | Lokomotiv Kaliningrad | 20–25 | 17–25 | 19–25 |       |       | 56–75   | Relatório |
| 07 Dez | 19:00 | SC Prometey           | 1–3    | Developres Rzeszów    | 20–25 | 14–25 | 25–21 | 17–25 |       | 76–96   | Relatório |
| 21 Dez | 18:00 | Developres Rzeszów    | 3–2    | Lokomotiv Kaliningrad | 25–17 | 22–25 | 25–21 | 17–25 | 16–14 | 105–102 | Relatório |
| 22 Dez | 19:00 | SC Prometey           | 2–3    | Dresdner SC           | 25–16 | 16–25 | 25–16 | 14–25 | 15–17 | 95–99   | Relatório |
| 18 Jan | 19:00 | Lokomotiv Kaliningrad | 1–3    | Dresdner SC           | 25–21 | 20–25 | 22–25 | 22–25 |       | 89–96   | Relatório |
| 18 Jan | 18:00 | Developres Rzeszów    | 3–0    | SC Prometey           | 25–22 | 25–23 | 25–17 |       |       | 75–62   | Relatório |
| 03 Fev | 19:00 | SC Prometey           | 1–3    | Lokomotiv Kaliningrad | 18–25 | 25–27 | 25–19 | 21–25 |       | 89–96   | Relatório |
| 02 Fev | 19:00 | Dresdner SC           | 0–3    | Developres Rzeszów    | 19–25 | 22–25 | 24–26 |       |       | 65–76   | Relatório |
| 15 Fev | 19:00 | Lokomotiv Kaliningrad | 3–0    | Developres Rzeszów    | 28–26 | 25–19 | 25–18 |       |       | 78–63   | Relatório |
| 15 Fev | 19:00 | Dresdner SC           | 3–1    | SC Prometey           | 25–22 | 25–27 | 25–23 | 25–19 |       | 100–91  | Relatório |

### Grupo B
Classificação
|     |                       |     | Jogos | Jogos | Jogos | Resultados | Resultados | Resultados | Resultados | Resultados | Resultados | Sets | Sets | Sets  | Pontos | Pontos | Pontos |
| Pos | Equipe                | Pts | T     | V     | D     | 3–0        | 3–1        | 3–2        | 2–3        | 1–3        | 0–3        | V    | P    | R     | V      | P      | R      |
| --- | --------------------- | --- | ----- | ----- | ----- | ---------- | ---------- | ---------- | ---------- | ---------- | ---------- | ---- | ---- | ----- | ------ | ------ | ------ |
| 1   | VakıfBank SK Istambul | 18  | 6     | 6     | 0     | 4          | 2          | 0          | 0          | 0          | 0          | 18   | 2    | 9,000 | 494    | 353    | 1.399  |
| 2   | Vero Volley Monza     | 12  | 6     | 4     | 2     | 4          | 0          | 0          | 0          | 2          | 0          | 14   | 6    | 2.333 | 456    | 408    | 1.118  |
| 3   | ASPTT Mulhouse        | 3   | 6     | 1     | 5     | 0          | 1          | 0          | 0          | 1          | 4          | 4    | 16   | 0.250 | 402    | 469    | 0.857  |
| 4   | LP Salo               | 3   | 6     | 1     | 5     | 0          | 1          | 0          | 0          | 1          | 4          | 4    | 16   | 0.250 | 368    | 490    | 0.751  |

| Data   | Hora  |                    | Placar |                    | Set 1 | Set 2 | Set 3 | Set 4 | Set 5 | Total | Relatório |
| ------ | ----- | ------------------ | ------ | ------------------ | ----- | ----- | ----- | ----- | ----- | ----- | --------- |
| 24 Nov | 19:00 | VakifBank Istambul | 3–1    | Vero Volley Monza  | 23–25 | 25–23 | 25–16 | 25–21 |       | 98–85 | Relatório |
| 23 Nov | 19:00 | ASPTT Mulhouse     | 3–1    | LP Salo            | 23–25 | 25–14 | 25–14 | 25–19 |       | 98–72 | Relatório |
| 09 Dez | 19:00 | LP Salo            | 0–3    | VakifBank Istambul | 14–25 | 11–25 | 17–25 |       |       | 42–75 | Relatório |
| 08 Dez | 19:30 | Vero Volley Monza  | 3–0    | ASPTT Mulhouse     | 25–20 | 25–17 | 25–12 |       |       | 75–49 | Relatório |
| 22 Dez | 19:00 | ASPTT Mulhouse     | 0–3    | VakifBank Istambul | 19–25 | 19–25 | 17–25 |       |       | 55–75 | Relatório |
| 21 Dez | 19:00 | Vero Volley Monza  | 3–0    | LP Salo            | 25–13 | 25–23 | 25–14 |       |       | 75–50 | Relatório |
| 20 Jan | 19:00 | VakifBank Istambul | 3–0    | LP Salo            | 25–9  | 25–21 | 25–20 |       |       | 75–50 | Relatório |
| 19 Jan | 19:30 | ASPTT Mulhouse     | 0–3    | Vero Volley Monza  | 18–25 | 22–25 | 18–25 |       |       | 58–75 | Relatório |
| 03 Fev | 19:00 | Vero Volley Monza  | 1–3    | VakifBank Istambul | 25–21 | 17–25 | 17–25 | 12–25 |       | 71–96 | Relatório |
| 03 Fev | 19:00 | LP Salo            | 3–1    | ASPTT Mulhouse     | 25–19 | 25–21 | 18–25 | 29–27 |       | 97–92 | Relatório |
| 15 Fev | 17:00 | VakifBank Istambul | 3–0    | ASPTT Mulhouse     | 25–11 | 25–18 | 25–21 |       |       | 75–50 | Relatório |
| 15 Fev | 18:00 | LP Salo            | 0–3    | Vero Volley Monza  | 21–25 | 13–25 | 23–25 |       |       | 57–75 | Relatório |

### Grupo C
Classificação
|     |                        |     | Jogos | Jogos | Jogos | Resultados | Resultados | Resultados | Resultados | Resultados | Resultados | Sets | Sets | Sets  | Pontos | Pontos | Pontos |
| Pos | Equipe                 | Pts | T     | V     | D     | 3–0        | 3–1        | 3–2        | 2–3        | 1–3        | 0–3        | V    | P    | R     | V      | P      | R      |
| --- | ---------------------- | --- | ----- | ----- | ----- | ---------- | ---------- | ---------- | ---------- | ---------- | ---------- | ---- | ---- | ----- | ------ | ------ | ------ |
| 1   | Dinamo Moscou          | 13  | 6     | 5     | 1     | 3          | 0          | 2          | 0          | 0          | 1          | 15   | 7    | 2.143 | 489    | 459    | 1.065  |
| 2   | Igor Gorgonzola Novara | 12  | 6     | 4     | 2     | 4          | 0          | 0          | 0          | 1          | 1          | 13   | 6    | 2.167 | 449    | 392    | 1.145  |
| 3   | THY Istambul           | 10  | 6     | 3     | 3     | 1          | 1          | 1          | 2          | 0          | 1          | 13   | 12   | 1.083 | 543    | 515    | 1.054  |
| 4   | Dukla Liberec          | 1   | 6     | 0     | 6     | 0          | 0          | 0          | 1          | 0          | 5          | 2    | 18   | 0.111 | 364    | 479    | 0.760  |

| Data   | Hora  |                        | Placar |                        | Set 1 | Set 2 | Set 3 | Set 4 | Set 5 | Total   | Relatório |
| ------ | ----- | ---------------------- | ------ | ---------------------- | ----- | ----- | ----- | ----- | ----- | ------- | --------- |
| 25 Nov | 20:00 | Igor Gorgonzola Novara | 3–0    | THY Istambul           | 25–21 | 25–22 | 26–24 |       |       | 76–67   | Relatório |
| 23 Nov | 19:00 | Dinamo Moscou          | 3–0    | Dukla Liberec          | 25–19 | 25–19 | 25–20 |       |       | 75–58   | Relatório |
| 07 Dez | 20:00 | Dukla Liberec          | 0–3    | Igor Gorgonzola Novara | 11–25 | 16–25 | 19–25 |       |       | 46–75   | Relatório |
| 08 Dez | 18:00 | THY Istambul           | 2–3    | Dinamo Moscou          | 23–25 | 25–16 | 17–25 | 25–19 | 9–15  | 99–100  | Relatório |
| 23 Dez | 19:00 | Dinamo Moscou          | 0–3    | Igor Gorgonzola Novara | 20–25 | 21–25 | 23–25 |       |       | 64–75   | Relatório |
| 21 Dez | 18:00 | THY Istambul           | 3–0    | Dukla Liberec          | 25–18 | 25–15 | 25–22 |       |       | 75–55   | Relatório |
| 20 Jan | 20:00 | Igor Gorgonzola Novara | 3–0    | Dukla Liberec          | 25–12 | 25–23 | 25–13 |       |       | 75–48   | Relatório |
| 19 Jan | 19:00 | Dinamo Moscou          | 3–2    | THY Istambul           | 16–25 | 26–24 | 25–19 | 18–25 | 15–13 | 100–106 | Relatório |
| 02 Fev | 18:00 | THY Istambul           | 3–1    | Igor Gorgonzola Novara | 25–21 | 17–25 | 25–23 | 25–16 |       | 92–85   | Relatório |
| 13 Fev | 18:00 | Dukla Liberec          | 0–3    | Dinamo Moscou          | 13–25 | 22–25 | 23–25 |       |       | 58–75   | Relatório |
| 15 Fev | 21:00 | Igor Gorgonzola Novara | 0–3    | Dinamo Moscou          | 19–25 | 22–25 | 22–25 |       |       | 63–75   | Relatório |
| 15 Fev | 20:00 | Dukla Liberec          | 2–3    | THY Istambul           | 25–23 | 25–16 | 16–25 | 23–25 | 10–15 | 99–104  | Relatório |

### Grupo D
Classificação
|     |                        |     | Jogos | Jogos | Jogos | Resultados | Resultados | Resultados | Resultados | Resultados | Resultados | Sets | Sets | Sets  | Pontos | Pontos | Pontos |
| Pos | Equipe                 | Pts | T     | V     | D     | 3–0        | 3–1        | 3–2        | 2–3        | 1–3        | 0–3        | V    | P    | R     | V      | P      | R      |
| --- | ---------------------- | --- | ----- | ----- | ----- | ---------- | ---------- | ---------- | ---------- | ---------- | ---------- | ---- | ---- | ----- | ------ | ------ | ------ |
| 1   | Fenerbahçe SK Istambul | 17  | 6     | 6     | 0     | 4          | 1          | 1          | 0          | 0          | 0          | 18   | 3    | 6,000 | 498    | 385    | 1.294  |
| 2   | Dinamo Kazan           | 13  | 6     | 4     | 2     | 3          | 1          | 0          | 1          | 0          | 1          | 14   | 7    | 2,000 | 478    | 415    | 1.152  |
| 3   | Béziers Volley         | 5   | 6     | 2     | 4     | 1          | 0          | 1          | 0          | 1          | 3          | 7    | 14   | 0.500 | 421    | 486    | 0.866  |
| 4   | Maritza Plovdiv        | 1   | 6     | 0     | 6     | 0          | 0          | 0          | 1          | 1          | 4          | 3    | 18   | 0.167 | 392    | 503    | 0.779  |

| Data   | Hora  |                        | Placar |                        | Set 1 | Set 2 | Set 3 | Set 4 | Set 5 | Total   | Relatório |
| ------ | ----- | ---------------------- | ------ | ---------------------- | ----- | ----- | ----- | ----- | ----- | ------- | --------- |
| 25 Nov | 19:00 | Fenerbahçe SK Istambul | 3–2    | Dinamo Kazan           | 15–25 | 22–25 | 25–17 | 25–21 | 15–7  | 102–95  | Relatório |
| 24 Nov | 20:00 | Béziers Volley         | 3–0    | Maritza Plovdiv        | 25–21 | 25–20 | 25–16 |       |       | 75–57   | Relatório |
| 08 Dez | 19:00 | Maritza Plovdiv        | 1–3    | Fenerbahçe SK Istambul | 14–25 | 25–20 | 23–25 | 15–25 |       | 77–95   | Relatório |
| 07 Dez | 19:00 | Dinamo Kazan           | 3–1    | Béziers Volley         | 22–25 | 25–23 | 25–18 | 25–17 |       | 97–83   | Relatório |
| 23 Dez | 19:00 | Béziers Volley         | 0–3    | Fenerbahçe SK Istambul | 24–26 | 15–25 | 22–25 |       |       | 61–76   | Relatório |
| 21 Dez | 19:00 | Dinamo Kazan           | 3–0    | Maritza Plovdiv        | 25–10 | 25–21 | 25–20 |       |       | 75–51   | Relatório |
| 19 Jan | 19:00 | Fenerbahçe SK Istambul | 3–0    | Maritza Plovdiv        | 25–22 | 25–11 | 25–14 |       |       | 75–47   | Relatório |
| 18 Jan | 20:00 | Béziers Volley         | 0–3    | Dinamo Kazan           | 12–25 | 17–25 | 21–25 |       |       | 50–75   | Relatório |
| 11 Fev | 19:00 | Dinamo Kazan           | 0–3    | Fenerbahçe SK Istambul | 20–25 | 22–25 | 19–25 |       |       | 61–75   | Relatório |
| 01 Fev | 19:00 | Maritza Plovdiv        | 2–3    | Béziers Volley         | 27–29 | 25–23 | 17–25 | 25–16 | 12–15 | 106–108 | Relatório |
| 15 Fev | 20:00 | Fenerbahçe SK Istambul | 3–0    | Béziers Volley         | 25–8  | 25–17 | 25–19 |       |       | 75–44   | Relatório |
| 15 Fev | 19:00 | Maritza Plovdiv        | 0–3    | Dinamo Kazan           | 15–25 | 19–25 | 20–25 |       |       | 54–75   | Relatório |

### Grupo E
Classificação
|     |                         |     | Jogos | Jogos | Jogos | Resultados | Resultados | Resultados | Resultados | Resultados | Resultados | Sets | Sets | Sets  | Pontos | Pontos | Pontos |
| Pos | Equipe                  | Pts | T     | V     | D     | 3–0        | 3–1        | 3–2        | 2–3        | 1–3        | 0–3        | V    | P    | R     | V      | P      | R      |
| --- | ----------------------- | --- | ----- | ----- | ----- | ---------- | ---------- | ---------- | ---------- | ---------- | ---------- | ---- | ---- | ----- | ------ | ------ | ------ |
| 1   | Imoco Volley Conegliano | 18  | 6     | 6     | 0     | 6          | 0          | 0          | 0          | 0          | 0          | 18   | 0    | MAX   | 452    | 256    | 1.766  |
| 2   | Chemik Police           | 12  | 6     | 4     | 2     | 3          | 1          | 0          | 0          | 0          | 2          | 12   | 7    | 1.714 | 432    | 368    | 1.174  |
| 3   | ŽOK Ub                  | 6   | 6     | 2     | 4     | 2          | 0          | 0          | 0          | 1          | 3          | 7    | 12   | 0.583 | 381    | 441    | 0.864  |
| 4   | Fatum-Nyíregyháza       | 0   | 6     | 0     | 6     | 0          | 0          | 0          | 0          | 0          | 6          | 0    | 18   | 0,000 | 250    | 450    | 0.556  |

| Data   | Hora  |                         | Placar |                         | Set 1 | Set 2 | Set 3 | Set 4 | Set 5 | Total | Relatório |
| ------ | ----- | ----------------------- | ------ | ----------------------- | ----- | ----- | ----- | ----- | ----- | ----- | --------- |
| 24 Nov | 19:30 | Imoco Volley Conegliano | 3–0    | ŽOK Ub                  | 25–8  | 27–25 | 25–16 |       |       | 77–49 | Relatório |
| 24 Nov | 18:00 | Chemik Police           | 3–0    | Fatum-Nyíregyháza       | 25–11 | 25–13 | 25–14 |       |       | 75–38 | Relatório |
| 08 Dez | 18:00 | ŽOK Ub                  | 1–3    | Chemik Police           | 20–25 | 25–18 | 20–25 | 16–25 |       | 81–93 | Relatório |
| 09 Dez | 18:00 | Fatum-Nyíregyháza       | 0–3    | Imoco Volley Conegliano | 18–25 | 13–25 | 11–25 |       |       | 42–75 | Relatório |
| 23 Dez | 18:00 | Chemik Police           | 0–3    | Imoco Volley Conegliano | 21–25 | 19–25 | 11–25 |       |       | 51–75 | Relatório |
| 22 Dez | 18:00 | ŽOK Ub                  | 3–0    | Fatum-Nyíregyháza       | 25–21 | 25–20 | 25–23 |       |       | 75–64 | Relatório |
| 26 Jan | 20:30 | Imoco Volley Conegliano | 3–0    | Fatum-Nyíregyháza       | 25–0  | 25–0  | 25–0  |       |       | 75–0  | Relatório |
| 20 Jan | 18:00 | Chemik Police           | 3–0    | ŽOK Ub                  | 25–17 | 25–19 | 25–14 |       |       | 75–50 | Relatório |
| 02 Fev | 18:00 | ŽOK Ub                  | 0–3    | Imoco Volley Conegliano | 16–25 | 22–25 | 13–25 |       |       | 51–75 | Relatório |
| 03 Fev | 18:00 | Fatum-Nyíregyháza       | 0–3    | Chemik Police           | 18–25 | 18–25 | 13–25 |       |       | 49–75 | Relatório |
| 15 Fev | 19:30 | Imoco Volley Conegliano | 3–0    | Chemik Police           | 25–19 | 25–22 | 25–22 |       |       | 75–63 | Relatório |
| 15 Fev | 18:00 | Fatum-Nyíregyháza       | 0–3    | ŽOK Ub                  | 19–25 | 21–25 | 17–25 |       |       | 57–75 | Relatório |

## Playoffs
- Todas partidas em horário local.
- Com a punição imposta pela CEV, todos os times russos foram excluídos da competição. Sendo assim, os times que enfrentariam os russos avançaram automaticamente.[6]
- Critérios de classificação:

1) Vitória por 3 a 0 ou 3 a 1 - soma-se 3 pontos ao vencedor 
2) Vitória por 3 a 2 - soma-se 2 pontos ao vencedor e 1 ponto ao perdedor 
3) Golden set - disputado em caso de igualdade de pontos
Chaveamento 
|  | Quartas de final        | Quartas de final        | Quartas de final        | Quartas de final |   |                       | Semifinais | Semifinais | Semifinais | Semifinais |  |  | Final                 | Final |
|  |                         |                         |                         |                  |   |                       |            |            |            |            |  |  |                       |       |
|  | Developres Rzeszów      | 3                       | 1                       | 2                |   |                       |            |            |            |            |  |  |                       |       |
|  | VakıfBank SK Istambul   | 2                       | 3                       | 4                |   |                       |            |            |            |            |  |  |                       |       |
|  | VakıfBank SK Istambul   | 2                       | 3                       | 4                |   | VakıfBank SK Istambul | 3          | 0          | 3          |            |  |  |                       |       |
|  |                         |                         |                         |                  |   | VakıfBank SK Istambul | 3          | 0          | 3          |            |  |  |                       |       |
|  |                         | Fenerbahçe SK Istambul  | 1                       | 3                | 3 |                       |            |            |            |            |  |  |                       |       |
|  | Lokomotiv Kaliningrado  | Fenerbahçe SK Istambul  | 1                       | 3                | 3 | 0                     | 0          | 0          |            |            |  |  |                       |       |
|  | Lokomotiv Kaliningrado  |                         |                         |                  |   | 0                     | 0          | 0          |            |            |  |  |                       |       |
|  | Fenerbahçe SK Istambul  | 3                       | 3                       | 6                |   |                       |            |            |            |            |  |  |                       |       |
|  |                         |                         |                         |                  |   |                       |            |            |            |            |  |  | VakıfBank SK Istanbul | 3     |
|  |                         |                         | Imoco Volley Conegliano | 1                |   |                       |            |            |            |            |  |  |                       |       |
|  | Dinamo Moscou           | –                       | –                       | –                |   |                       |            |            |            |            |  |  |                       |       |
|  | Dinamo Kazan            | –                       | –                       | –                |   |                       |            |            |            |            |  |  |                       |       |
|  | Dinamo Kazan            | –                       | –                       | –                |   | Rússia                | 0          | 0          | 0          |            |  |  |                       |       |
|  |                         |                         |                         |                  |   | Rússia                | 0          | 0          | 0          |            |  |  |                       |       |
|  |                         | Imoco Volley Conegliano | 3                       | 3                | 6 |                       |            |            |            |            |  |  |                       |       |
|  | Vero Volley Monza       | Imoco Volley Conegliano | 3                       | 3                | 6 | 0                     | 1          | 0          |            |            |  |  |                       |       |
|  | Vero Volley Monza       |                         |                         |                  |   | 0                     | 1          | 0          |            |            |  |  |                       |       |
|  | Imoco Volley Conegliano | 3                       | 3                       | 6                |   |                       |            |            |            |            |  |  |                       |       |

### Quartas de final
| Equipe 1               | Total        | Equipe 2                | 1.º jogo      | 2.º jogo |   |
| ---------------------- | ------------ | ----------------------- | ------------- | -------- | - |
| Developres Rzeszów     | 2 – 4        | VakıfBank SK Istambul   | 3 – 2         | 1 – 3    |   |
| Lokomotiv Kaliningrado | 0 – 6        | Fenerbahçe SK Istambul  | 0 – 3         | 0 – 3    |   |
| –                      | Dinamo Kazan | –                       | Dinamo Moscou | –        | – |
| Vero Volley Monza      | 0 – 6        | Imoco Volley Conegliano | 0 – 3         | 1 – 3    |   |

#### Jogos de ida
| Data      | Hora  |                        | Placar |                         | Set 1 | Set 2 | Set 3 | Set 4 | Set 5 | Total   | Relatório |
| --------- | ----- | ---------------------- | ------ | ----------------------- | ----- | ----- | ----- | ----- | ----- | ------- | --------- |
| 08/03/22  | 18:00 | Developres Rzeszów     | 3–2    | VakıfBank SK Istambul   | 13–25 | 29–27 | 19–25 | 29–27 | 15–13 | 105–117 | Relatório |
| Cancelado | –     | Lokomotiv Kaliningrado | 0–3    | Fenerbahçe SK Istambul  | 0–25  | 0–25  | 0–25  |       |       | 0–75    | Relatório |
| Cancelado | –     | Dinamo Kazan           | –      | Dinamo Moscou           | 0–0   | 0–0   | 0–0   |       |       | 0–0     | Relatório |
| 09/03/22  | 20:30 | Vero Volley Monza      | 0–3    | Imoco Volley Conegliano | 21–25 | 21–25 | 19–25 |       |       | 61–75   | Relatório |

#### Jogos de volta
| Data      | Hora  |                         | Placar |                        | Set 1 | Set 2 | Set 3 | Set 4 | Set 5 | Total | Relatório |
| --------- | ----- | ----------------------- | ------ | ---------------------- | ----- | ----- | ----- | ----- | ----- | ----- | --------- |
| 16/03/22  | 18:00 | VakıfBank SK Istambul   | 3–1    | Developres Rzeszów     | 25–15 | 25–19 | 23–25 | 25–23 |       | 98–82 | Relatório |
| Cancelado | –     | Fenerbahçe SK Istambul  | 3–0    | Lokomotiv Kaliningrado | 25–0  | 25–0  | 25–0  |       |       | 75–0  | Relatório |
| Cancelado | –     | Dinamo Moscou           | –      | Dinamo Kazan           | 0–0   | 0–0   | 0–0   |       |       | 0–0   | 0–0       |
| 17/03/22  | 20:30 | Imoco Volley Conegliano | 3–1    | Vero Volley Monza      | 25–19 | 22–25 | 25–16 | 25–17 |       | 97–77 | Relatório |

### Semifinais
| Equipe 1              | Total | Equipe 2                | 1.º jogo | 2.º jogo |
| --------------------- | ----- | ----------------------- | -------- | -------- |
| VakıfBank SK Istambul | 3 – 3 | Fenerbahçe SK Istambul  | 3 – 1    | 0 – 3    |
| Rússia                | 0 – 6 | Imoco Volley Conegliano | 0 – 3    | 0 – 3    |

#### Jogos de ida
| Data     | Hora  |                         | Placar |                        | Set 1 | Set 2 | Set 3 | Set 4 | Set 5 | Total | Relatório |
| -------- | ----- | ----------------------- | ------ | ---------------------- | ----- | ----- | ----- | ----- | ----- | ----- | --------- |
| –        | –     | Imoco Volley Conegliano | 3–0    | Rússia                 | 25–0  | 25–0  | 25–0  |       |       | 75–0  |           |
| 31/03/22 | 19:00 | VakıfBank SK Istanbul   | 3–1    | Fenerbahçe SK Istambul | 25–21 | 25–20 | 22–25 | 25–18 |       | 97–84 | Relatório |

#### Jogos de volta
| Data     | Hora  |                        | Placar |                         | Set 1 | Set 2 | Set 3 | Set 4 | Set 5 | Total | Relatório |
| -------- | ----- | ---------------------- | ------ | ----------------------- | ----- | ----- | ----- | ----- | ----- | ----- | --------- |
| –        | –     | Rússia                 | 0–3    | Imoco Volley Conegliano | 0–25  | 0–25  | 0–25  |       |       | 0–75  | 0–75      |
| 06/04/22 | 19:00 | Fenerbahçe SK Istambul | 3–0    | VakıfBank SK Istanbul   | 25–14 | 25–20 | 28–26 |       |       | 78–60 | Relatório |

|            |                        | Placar |                       |
| ---------- | ---------------------- | ------ | --------------------- |
| Golden Set | Fenerbahçe SK Istambul | 11–15  | VakıfBank SK Istanbul |

### Final
| Data     | Hora  |                       | Placar |                         | Set 1 | Set 2 | Set 3 | Set 4 | Set 5 | Total | Relatório |
| -------- | ----- | --------------------- | ------ | ----------------------- | ----- | ----- | ----- | ----- | ----- | ----- | --------- |
| 22/05/22 | 18:00 | VakıfBank SK Istanbul | 3–1    | Imoco Volley Conegliano | 25–22 | 25–21 | 23–25 | 25–21 |       | 98–89 | Relatório |

## Classificação final
| Posição        | Equipe                  |
| -------------- | ----------------------- |
|                | VakıfBank SK Istanbul   |
|                | Imoco Volley Conegliano |
| Semifinalistas | Fenerbahçe Istambul     |
| Semifinalistas | Vero Volley Monza       |

## Premiações
| Liga dos Campeões de 2021-22              |
| Turquia                                   |
| ----------------------------------------- |
| VakıfBank SK Istanbul Campeão (5° título) |

## Prêmios individuais
A seleção do campeonato foi composta pelos seguintes jogadores:
- MVP: Gabriela Guimarães

### Melhores jogadoras por estatísticas
As atletas que se destacaram individualmente foramː
| - Maior pontuadora Isabelle Haak (VAK) - Melhor saque Arina Fedorovtseva (FEN) - Melhor recepção Michelle Bartsch-Hackley (VAK) | - Melhor bloqueadora Nasya Dimitrova (PRO) - Melhor ataque Paola Egonu (CON) - Melhor levantamento Özbay (VAK) |